# M-45 (Spanje)

De M-45

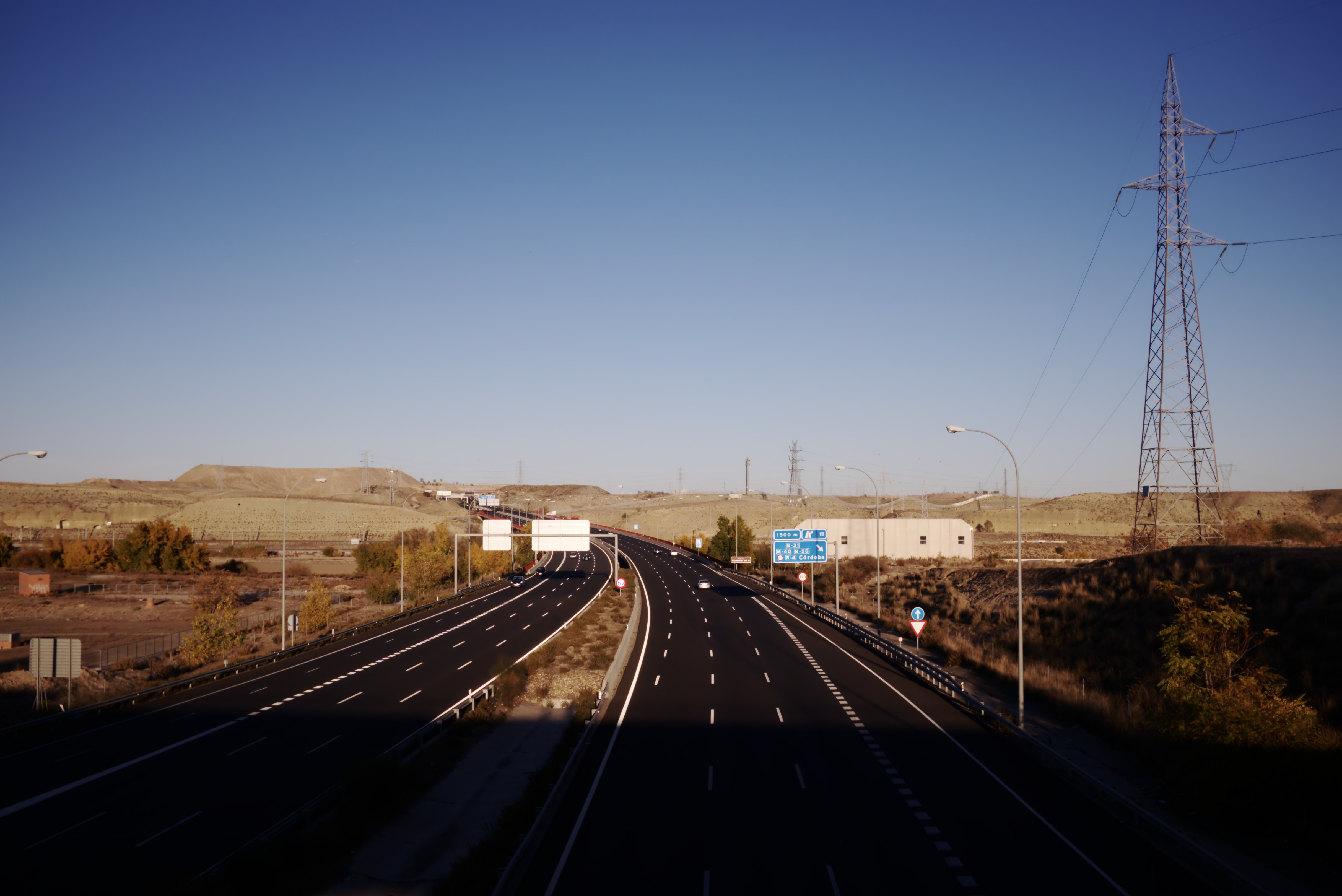
De M-45

De M-45

De M-45 is een autosnelweg in Madrid met een lengte van 34,8 kilometer. De snelweg verbindt de M-40 in Carabanchel met de M-50 in San Fernando de Henares. De M-45 verbindt de R-3, A-3, A-4, A-42 en R-5.